# 佐久間勝之
佐久間勝之（日语：／ Sakuma Katsuyuki，1568年—1634年12月31日）是日本安土桃山時代至江戶時代初期武將和大名。常陸國北條藩藩主、信濃國長沼藩初代藩主。通稱源六、源六郎。佐久間盛次的四男。兄長有佐久間盛政、佐久間安政、柴田勝政。官位是從五位下大膳亮。

## 生平
永祿11年（1568年）出生，父親是織田氏家臣佐久間盛次，家中四男。
天正10年（1582年）進攻信濃高遠城為初陣並獲得功名。最初成為叔父柴田勝家的養子，但是後來娶了佐佐成政的女兒並成為成政的養子。在天正12年（1584年）的末森城之戰中表現活躍，但是在天正13年（1585年），成政降伏於羽柴秀吉（豐臣秀吉），勝之與妻子離婚，與兄長安政一起仕於關東的後北條氏。但是在5年後，因為北條氏被豐臣氏消滅而暫時避難，後來通過遠親奥山盛昭而被秀吉召回，恢復佐久間姓。
以後，與兄長一同仕於蒲生氏鄉，守備手之子城（現今山形縣西置賜郡飯豐町手之子）。在『佐久間軍記』中，在鎮壓葛西大崎一揆時立下大功，其中在伊達政宗打算在酒席時暗殺氏鄉，勝之察覺後馬上叫氏鄉逃走。
在氏鄉死後，秀吉把信濃國長沼城賞賜給勝之。慶長3年（1598年）秀吉死去，五奉行聽從德川家康的指示，結果勝之被給與近江國山路（現今滋賀縣東近江市山路町）3千石。
在慶長5年（1600年）的關原之戰中屬於東軍。慶長12年（1607年）轉移到江戶城内。此時被加增常陸國北條（現今茨城縣筑波市北條）3千石，合計擁有1萬石而成為大名。
在慶長20年（1615年）大坂之役中討取豐臣方的竹田永翁而立下戰功，因為這戰功而加增信濃國川中島（現今長野縣長野市東北部、上水内郡飯綱町和信濃町的一部份）和近江國高嶋郡（現今滋賀縣高島市），成為長沼藩1萬8千石的藩祖。
上野東照宮的燈籠（お化け灯篭，高6.8米）是勝之在寛永8年（1631年）的奉納。同樣在京都南禪寺和名古屋熱田神宮的大燈籠都是勝之的奉納，被合稱為「日本三大燈籠」。
在寛永11年（1634年）被任命為駿府城番，但是在同年死去。享年67歲。戒名最初是瓘岩成璨勝之院。後來子孫移到二本榎廣岳院之際，改為泰山正安玉鳳院。墓所在府中磨屋町顯光院。菩提寺在滋賀縣高島市的幡岳寺。根據過去的帳本記載，勝之的諱是勝正。位牌在現今還存在。